# Yeovil Town F.C.
Câu lạc bộ bóng đá Yeovil Town là câu lạc bộ bóng đá Anh nằm ở Yeovil, Somerset. Hiện tại đội bóng đang thi đấu cho National League.
Sân nhà của họ là Huish Park, xây dựng vào năm 1990 trên nền đất của một khu đóng quân đội cũ.

## Đội hình hiện tại
Tính đến 8 July 2024
Ghi chú: Quốc kỳ chỉ đội tuyển quốc gia được xác định rõ trong điều lệ tư cách FIFA. Các cầu thủ có thể giữ hơn một quốc tịch ngoài FIFA.
| Số | VT | Quốc gia    | Cầu thủ                                 |
| -- | -- | ----------- | --------------------------------------- |
| 1  | TM | Anh         | Ollie Wright (on loan from Southampton) |
| 2  | HV | Anh         | Jordan Thomas                           |
| 3  | HV | Anh         | Alex Whittle                            |
| 4  | HV | Anh         | Morgan Williams                         |
| 5  | HV | Bắc Ireland | Finn Cousin-Dawson                      |
| 6  | HV | Anh         | Jake Wannell                            |
| 7  | TĐ | Wales       | Sam Pearson                             |
| 8  | TV | Anh         | Matt Worthington (captain)              |
| 9  | TĐ | Anh         | Aaron Jarvis                            |
| 10 | TĐ | Anh         | Frank Nouble                            |

| Số | VT | Quốc gia    | Cầu thủ              |
| -- | -- | ----------- | -------------------- |
| 11 | TĐ | Scotland    | Jordan Young         |
| 14 | TV | Anh         | Brett McGavin        |
| 16 | TV | Scotland    | Sonny Blu Lo-Everton |
| 17 | TV | Anh         | Dylan Morgan         |
| 22 | TM | New Zealand | Matthew Gould        |
| 23 | HV | Bắc Ireland | Michael Smith        |
| 24 | TV | Anh         | Charlie Cooper       |
| 27 | TĐ | Anh         | Harvey Greenslade    |
| —  | TM | Anh         | Will Buse            |
| —  | TV | Anh         | Jordan Maguire-Drew  |

### Cho mượn
Ghi chú: Quốc kỳ chỉ đội tuyển quốc gia được xác định rõ trong điều lệ tư cách FIFA. Các cầu thủ có thể giữ hơn một quốc tịch ngoài FIFA.
| Số | VT | Quốc gia | Cầu thủ                                     |
| -- | -- | -------- | ------------------------------------------- |
| 6  | HV | Anh      | Ben Richards-Everton (at Scunthorpe United) |
| 21 | TV | Anh      | Toby Stephens (at Plymouth Parkway)         |
| 22 | TĐ | Anh      | Ollie Hulbert (at Leamington)               |
| 29 | HV | Anh      | Ollie Haste (at Truro City)                 |
| 35 | TĐ | Zimbabwe | Benjani Jr (at Sherborne Town)              |

| Số | VT | Quốc gia | Cầu thủ                            |
| -- | -- | -------- | ---------------------------------- |
| —  | TM | Anh      | Rob Hollard (at Gillingham Town)   |
| —  | HV | Anh      | Jake Graziano (at Sherborne Town)  |
| —  | TV | Anh      | Sam Hodges (at Gillingham Town)    |
| —  | TĐ | Anh      | Charlie Bateson (at Tiverton Town) |

## Các danh hiệu
- Football League One:
  - Thắng Chung kết Play-off: 2012–13
  - Á quân Chung kết Play-off: 2006–07
- Football League Two:
  - Vô địch: 2004–05
- Football Conference:
  - Vô địch: 2002–03
  - Á quân: 2000–01
- FA Trophy:
  - Vô địch: 2002
- Isthmian League:
  - Vô địch: 1987–88, 1996–97
  - Á quân: 1985–86, 1986–87
- National League South
  - Vô địch: 2023–24
- Southern League:
  - Vô địch: 1954–55, 1963–64, 1970–71
  - Á quân: 1969–70, 1972–73, 1975–76
- Southern League Western Division:
  - Winners: 1923–24, 1931–32, 1934–35
- Western League:
  - Vô địch: 1921–22, 1924–25, 1929–30, 1934–35
  - Á quân: 1930–31, 1931–32, 1937–38, 1938–39
- Somerset Professional Cup:
  - Vô địch: 1912–13, 1929–30, 1930–31, 1932–33, 1934–35, 1937–38, 1938–39, 1949–50, 1950–51, 1953–54, 1954–55, 1955–56, 1956–57 (kết hợp với Bristol City), 1961–62, 1962–63, 1964–65, 1968–69 (kết hợp với Frome Town), 1972–73, 1975–76, 1978–79, 1996–97, 1997–98, 2004–05
- Western Football League Cup::
  - Vô địch: 1958–59
- Forse Somerset Charity Cup:[2]
  - Vô địch: 1910–11

### Kỉ lục của CLB
- Số lần ra sân nhiều nhất: Len Harris, 691 (1958–72)
- Ghi nhiều bàn thắng nhất: Johnny Hayward, 548 (1906–28)
- Ghi nhiều bàn thắng ở mùa giải nhất: Dave Taylor, 284 (1960–9)
- Kỉ lục khán giả Football League ở Huish Park: 9,527 v Leeds United, ngày 25 tháng 4 năm 2008 (Football League One)
- Kỉ lục khán giả mọi thời đại: 17,123 v Sunderland, ngày 29 tháng 1 năm 1949 (FA Cup Fourth Round)
- Cầu thủ thi đấu lâu nhất: Len Harris, 14 năm (1958–72)
- HLV nắm quyền lâu nhất: Billy Kingdon, 8 năm (1938–46)
- Vị trí cao nhất trong các giải đấu: 24th, Championship, mùa giải 2013-14
- Nhận phí chuyển nhượng cao nhất: £1,200,000 Arron Davies và Chris Cohen, Nottingham Forest, tháng 7 năm 2007
- Trả phí chuyển nhượng cao nhất: £250,000 Pablo Bastianini, Quilmes Atlético Club, tháng 8 năm 2005
- Trận thắng đậm nhất ở Football League: 6–1 v Oxford United, ngày 16 tháng 9 năm 2004
- Trận thua đậm nhất ở Football League: 0–6 v Stevenage, ngày 14 tháng 4 năm 2012